# Бянь-фа
Бянь-фа (кит. 辮髪 «косички») — традиционная мужская причёска маньчжуров и других кочевых народов Великой евразийской степи. Представляла собой косичку из трех прядей, которая заплеталась на затылке или макушке, тогда как у лба и на висках волосы выбривались.
Чжурчжэни царства Ранняя Цзинь, предшественники маньчжуров, пытались навязать такую причёску китайцам. Среди знатных средневековых монголов (как мужчин, так и женщин) были распространены причёски с двумя косами, которые заплетались на висках за ушами. Более ранние кочевники кидани носили похожую причёску на макушке. Похожий вид имела традиционная мужская причёска кочевых тюркских народов — айдар. 
После завоевания Китая маньчжурами в 1644 году правительство маньчжурской династии Цин обязало все мужское население страны (кроме монахов и даосов) заплетать маньчжурские косы в знак покорности завоевателям. Ношение же традиционных для ханьцев длинных волос (у взрослых мужчин — собранных в пучок) каралось смертью. Поэтому в тогдашнем Китае ходила поговорка: «тот, кто имеет голову, не имеет волос, тот кто имеет волосы, не имеет головы». 
Китайцы, которые сражались против маньчжурского режима во времена восстаний братств Белого лотоса и в ходе Тайпинского восстания в 1856—1864 годы, подчёркнуто носили длинные волосы. Маньчжуры называли их «длинноволосыми» (кит. 長毛; «чанмао») или «волосатыми бандитами» (кит. 髮賊; «фацзэй»). Маньчжурские косы были отменены только после свержения маньчжурской монархии китайцами в ходе Синьхайской революции 1911-1912 годов.
В XIX столетии в странах Запада и России маньчжурская коса ошибочно принималась за традиционно китайскую. Так, Ленин использует образ "китайской косы"

Фейербах отрезал китайскую косу философского идеализма
— Материализм и эмпириокритицизм (1908).  (Гл.4:5)